# Isabella Clara av Österrike
Isabella Clara av Österrike, född 1629, död 1685, hertiginna av Mantua och Monferrato; gift med hertig Karl II av Mantua och Monferrato. Hon var regent som förmyndare för sin son Ferdinand Karl Gonzaga från 1665 till 1670.  

## Biografi

### Tidigt liv
Hon var dotter till ärkehertig Leopold V av Främre Österrike och Claudia de Medici. 
Äktenskapet arrangerades som en allians mellan dynastierna Habsburg och Gonzaga, parallellt med att hennes släkting den tyskromerska kejsaren Ferdinand III gifte sig med makens släkting Eleonora Magdalena av Mantua (1651). Vigseln ägde rum 1649. 

### Hertiginna av Mantua
Tack vare alliansen kunde Mantua driva bort Frankrike från Casale och ta kontroll över denna besittning i utbyte mot löftet att Monferrato inte skulle tillåtas hamna under spansk kontroll. Relationen mellan Isabella Clara och Karl II var olycklig, och maken ignorerade henne och var otrogen mot henne. 

### Regent
Vid makens död 1665 var deras son endast tretton år, och Isabella Clara blev då regent fram till hans myndighetsdag. Hon skötte regeringen biträdd av Carlo Bulgarini, en greve av judiskt ursprung med vilken hon ska ha haft ett kärleksförhållande. 
Vid sonens myndighetsförklaring 1670 förlorade hon sitt mandat som regent. Året därpå arrangerade hon sonens äktenskap. Senare samma år blev hon på begäran av sin släkting, Leopold I, tysk-romersk kejsare, inspärrad i kloster för resten av sitt liv.    